# Sportterrein aan de Breestraat
Het sportterrein aan de Breestraat was een sportterrein in de Nederlandse plaats Koog aan de Zaan. Het sportpark werd in het noorden en zuiden begrensd door de bebouwing van het dorp, in het westen door de 'N203' en in het oosten door de 'Breestraat'.

## Geschiedenis
Begin jaren 20 betrekt de kleine dorpsclub KFC een nieuw terrein aan de Breestraat. De club maakt in de jaren daarop een sprong naar de hoogste nationale voetbalcompetitie. Het hoofdveld werd voorzien van een zittribune die plaats bood aan 1.400 toeschouwers, de overige staantribunes boden plaats aan ongeveer 9.000 toeschouwers. In de succesjaren vanaf 1930 tot 1955 werden er toeschouwersaantallen gehaald van 4.000 tot 5.000 toeschouwers met uitschieters in de regioderby's naar 9.000. Naast het terrein stond oliemolen Het Pink. In 1965 moeste de club noodgedwongen op zoek naar een nieuw terrein na de geplande aanleg van de A8. Tegenwoordig staat er een filiaal van de Gamma op het voormalige speellocatie.
Abe Lenstra Stadion (sc Heerenveen) ·
De Adelaarshorst (Go Ahead Eagles) ·
AFAS Stadion (AZ) ·
Erve Asito (Heracles Almelo) ·
Euroborg (FC Groningen) ·
Stadion Feijenoord (Feyenoord) ·
Fortuna Sittard Stadion (Fortuna Sittard) ·
Stadion Galgenwaard (FC Utrecht) ·
De Goffert (N.E.C.) ·
De Grolsch Veste (FC Twente) ·
Johan Cruijff ArenA (Ajax) ·
Het Kasteel (Sparta Rotterdam) ·
Koning Willem II Stadion (Willem II) ·
MAC³PARK stadion (PEC Zwolle) ·
Mandemakers Stadion (RKC Waalwijk) ·
Philips Stadion (PSV) ·
Rat Verlegh Stadion (NAC Breda) ·
Yanmar Stadion (Almere City FC)
AFAS Trainingscomplex (Jong AZ) ·
Bingoal Stadion (ADO Den Haag) · 
Frans Heesen Stadion (TOP Oss) ·
GelreDome (Vitesse) ·
De Geusselt (MVV Maastricht) ·
GS Staalwerken Stadion (Helmond Sport) ·
De Herdgang (Jong PSV) ·
Jan Louwers Stadion (FC Eindhoven) ·
Covebo Stadion - De Koel - (VVV-Venlo) · 
Kooi Stadion (SC Cambuur)  · 
Kras Stadion (FC Volendam) ·
M-Scores Stadion (FC Dordrecht) ·
De Oude Meerdijk (FC Emmen) ·
Parkstad Limburg Stadion (Roda JC Kerkrade) ·
711 Stadion (Telstar) ·
De Toekomst (Jong Ajax) ·
Van Donge & De Roo Stadion (Excelsior)
De Vijverberg (De Graafschap) ·
De Vliert (FC Den Bosch) ·
Sportcomplex Zoudenbalch (Jong FC Utrecht) ·
AFAS Trainingscomplex (AZ Vrouwen) ·
Bingoal Stadion (ADO Den Haag Vrouwen) ·
Het Diekman (FC Twente Vrouwen) ·
Fortuna Sittard Stadion (Fortuna Sittard Vrouwen) ·
De Herdgang (PSV Vrouwen) ·
711 Stadion (Telstar Vrouwen) ·
Skoatterwâld (sc Heerenveen Vrouwen) ·
Sportpark Be Quick '28 (PEC Zwolle Vrouwen) ·
De Toekomst (Ajax Vrouwen) ·
Van Donge & De Roo Stadion (Excelsior Vrouwen) ·
Varkenoord (Feyenoord Vrouwen)
Zoudenbalch (FC Utrecht Vrouwen)
Alkmaarderhout (Alkmaar '54/AZ '67/AZ) ·
Amsterdamsestraatweg (Elinkwijk) ·
De Baandert (Sittardia/FSC/Fortuna Sittard) ·
Beatrixstraat (NAC) ·
De Berckt (SC Venlo'54/VVV) ·
Berg & Bos (AGOVV/AGOVV Apeldoorn) ·
Birkhoven (SC Amersfoort/HVC) ·
De Blauwe Kei (Baronie) ·
Bornsestraat (Heracles/SC Heracles '74) ·
De Boschpoort (MVV) ·
Botenlaan (Brabantia) ·
De Braak (Helmondia '55/Helmond Sport) ·
Brasserskade (DHC) ·
Breestraat (KFC/FC Zaanstreek) ·
Buiksloterbanne (De Volewijckers) ·
Cambuurstadion (SC Cambuur/Leeuwarden) ·
Damlaan (Hermes DVS) ·
Het Diekman (SC Enschede/FC Twente) ·
Duinhorst (Den Haag/Flamingo's '54) ·
Esserberg (Be Quick) ·
Fatimastraat (Baronie) ·
FC Twente-trainingscentrum (FC Twente Vrouwen) ·
Stadion Feijenoord (SVV) ·
Floreslaan (Fortuna Vlaardingen/FC Vlaardingen '74) ·
Frankelandsedijk (SVV) ·
Galgenwaard (DOS/Velox) ·
Gemeentelijk Sportpark Hilversum (SC 't Gooi/SC Gooiland/Hilversum) ·
Gemeentelijk Sportpark Tilburg (Willem II/NOAD) ·
Haarlemstadion (HFC Haarlem) ·
Harga (Hermes DVS/SVV) ·
Heekpark (SC Enschede/Enschedese Boys) ·
Heekstraat (Rigtersbleek) ·
Heerlenersteenweg (Juliana) ·
De Heikant (Achilles '29/Achilles '29 Vrouwen) ·
Het Heuveltje (Oldenzaal) ·
Hoornseveld (ZFC) ·
Houtrust (Holland Sport/SHS) ·
Houtsdonk (Helmond) ·
Industriestraat (NOAD) ·
Irislaan (VC Vlissingen/VCV Zeeland) ·
Jonkerbergstraat (Roda Sport) ·
Kaalheide (Rapid '54/Rapid JC/Roda JC/Roda JC Vrouwen) ·
Het Kasteel (Xerxes) ·
Kikkerpolder (UVS) ·
De Koeburg (Zeist) ·
Koning Willem II Stadion (Willem II Vrouwen) ·
Koningsweg (Velox) ·
De Koel (VVV-Venlo Vrouwen) ·
De Koog (FC Zaanstreek) ·
De Kraal (VVV/FC VVV) ·
Krommedijk (D.F.C./DS '79/SVV/Dordrecht '90) ·
J.H. Kruisstraat (Heerenveen/sc Heerenveen) ·
Laan van Vollering (DHC) ·
De Langeleegte (SC Veendam) ·
Leenderweg (De Valk) ·
Liesbosweg (Utrecht) ·
't Lood (AZ Vrouwen) ·
De Luiten (RBC) ·
Oosterenkstadion (Zwolsche Boys/PEC Zwolle) ·
Oosterpark (GVAV/Oosterparkers/FC Groningen) ·
Mauritsstadion (Fortuna '54/FSC) ·
De Meer (Ajax) ·
Mosveld (De Volewijckers) ·
Nieuw-Monnikenhuize (Vitesse) ·
Noordersportpark (EDO) ·
Olympia (RKC Waalwijk) ·
Olympisch Stadion (Blauw-Wit/Amsterdam/DWS/FC Amsterdam) ·
Olympisch Stadion (bijveld) (Blauw-Wit/DWS/FC Amsterdam) ·
De Planeet (SC Drente/Zwartemeer) ·
RBC-Stadion (RBC) ·
Reeweg (Emma) ·
Rolduckerstraat (Kerkrade/Roda Sport) ·
Rozenoord (DOSKO) ·
Sittardia-terrein (Sittardia) ·
Schoonenberg (Stormvogels/VSV/AZ Vrouwen/SC Telstar VVNH) ·
Spaarndammerdijk (DWS) ·
Straatweg (EBOH) ·
Aan de spoorbrug (LONGA) ·
Sportparklaan (RCH) ·
Stadspark (Velocitas) ·
Thomassen-terrein (Rheden) ·
Veemarktterrein (FC Utrecht) ·
Veldwijk (Twentse Profs/Tubantia) ·
Venweg (Limburgia) ·
De Vliert (BVV) ·
Volkspark (Enschedese Boys) ·
De Vrolijkheid (PEC Zwolle/Zwolsche Boys) ·
Wageningse Berg (Wageningen/FC Wageningen) ·
Walvisstraat (ONA) ·
Wassenaarseweg (UVS) ·
Westzanerdijk (ZFC) ·
De Wolfsdonken (Wilhelmina) ·
Xerxesweg (Xerxes) ·
Zuidendijk (EBOH) ·
Zuiderpark (ADO Den Haag)